# 牛萌萌
牛 萌萌（ニウ・モンモン、1983年12月15日 - ）は、中華人民共和国・山東省聊城市出身の女優。身長170cm、体重46kgで、星座は射手座。
中央戯劇学院出身で、テレビドラマへの出演を中心に活動。当初は脇役としての出演が多かったが、次第に女優としての実力が認められた。容姿などが張曼玉（マギー・チャン）に似ていることなどから、一時「小張曼玉（ポストマギー・チャン）」と呼ばれることがあった。

## 出演作品

### 映画
- 恐怖悄悄来
- 小雪
- 戦争子午線
- Pk.com.cn

### テレビドラマ
- 烟雨陶然亭
- 十七歳不哭
- 少年張三丰
- 紅粉世家
- 楊門虎将
- 大上海風雲
- 魔術奇縁（邦題：マジック・オブ・ラブ〜魔術奇縁〜）
- 福禄寿之三星報喜
- 白屋之恋（邦題：白い恋人たち）
- 侠骨丹心
- 五星大飯店（邦題：五星大飯店〜Five Star Hotel〜）
- 初恋 〜忘れなかった君との記憶〜（韓中合作ドラマ）

### 国内で観られるドラマ
- 五星大飯店〜Five Star Hotel〜字幕版　全30話
  - 2008年8月24日〜CSフジテレビ721
  - 2009年2月11日〜BSフジ月曜日〜木曜日集中放送
  - 原作／脚本：海岩
  - キャスト：ジュンニン（峻寧）、チョン・ユミ、ツァオ・シーウェン、リー・タイ

- 白い恋人たち　字幕版　全24話
  - 2009年7月13日〜2009年10月5日　テレ朝チャンネル
  - キャスト：何潤東（ピーター・ホー）、李立群（リー・リーチュン）、袁泉（ユアン・チュアン）